# Santa Vittoria in Matenano
Santa Vittoria in Matenano – miejscowość i gmina we Włoszech, w regionie Marche, w prowincji Fermo.
Według danych na styczeń 2009 gminę zamieszkiwało 1476 osób przy gęstości zaludnienia 56,9 os./1 km².